# Уметност Русије
Уметност Русије, сликарство, вајарство и архитектура на територији Руске Империје, Совјетског Савеза и данашње Руске Федерације од преисторијских времена до данас. 
Најстарије насеобине на овом простору откривене су у Јерменији (Сатари-Дар, култура челћен). Гробови неандерталаца нађени су у пећинским насељима око Крима (Каик-кога) и у средњој Азији (Тешик-Таш). Из епохе мезолита (13. до 15. милениј), у шумовитим крајевима, пронађена су на обалама река типична мања боравишта за ловце (Кунда, у Естонији). Кретање појединих родова и племена из јужних области Урала у пределе западног Сибира може се пратити у неолиту (5. до 2. милениј), као и расељавање од Оке према северу Европе могућих предака финско-угарских племена. Најзначајнија култура бронзаног и гвозденог доба јесте култура Скита. Настањени у области доњег Дњепра (Неопољ скитски), били су у блиском додиру са грчком културом црноморских колонија. У 9. веку у области језера Ван формирана је робовласничка држава Урарту, док су на територији средње Азије најпознатије државе Хорезм, Бактрија и Согд. Крајем 1. века почело је формирање јерменских, грузијских и других народности. Први писани подаци о источнословенским племенима, насељеним у области Оке, Волге, Десне и Дњепра, потичу из 1. века. Опасности од многих непријатеља принудиле су словенска племена на уједињавање, па већ у 9. веку постоје три центра Источних Словена: Славија, Кујавија и Артанија.
Настанку древне руске државе допринела је, такође, појава класног друштва. Године 882. новгородски кнез Олег завладао је Кијевом и учинио га престоницом. Он је одмах ујединио Пољане и Словене, а у 10. веку наставио потчињавањем Древљана, Северана, Тивераца и др. Развијају се феудални односи, а градови као Кијев, Новгород, Псков, Полоцк, Смоленск и др., постају значајни трговачко-занатски центри. Упркос борби са Византијом и Печенезима, поједини руски кнезови врше нова освајања. Под Владимиром Свјатославичем прихваћено је 988–89 хришћанство; то је довело до чвршћег уједињавања и убрзаног развоја писмености, сликарства и архитектуре. У оквиру старе руске државе формирале су се три народности: руска, украјинска и белоруска. 
У Закавказју се између 9. и 12. века образовало Грузијско царство са центром Тбилисијем. У истом периоду постоје кроз дуже или краће време Киликијско царство, Јерменија, Азербејџан, затим у средњој Азији држава Саманида, са престоницом у Бухари. 
После смрти Мстислава Владимировича (1132.) распала се држава кијевских кнежева. Период 12. до 14. века карактерише раздробљеност на велике феудалне јединице. Уздижу се нови градови као трговачки, политички и културни центри: Псков, Владимир и Москва, а нарочито Новгород који је био члан савеза Ханса. Почетком 13. века руске земље тешко је опустошила најезда Татара који су освојили 1240. и сам Кијев. Новогордско-псковкса држава успела је да очува независност и пред новим непријатељем са запада — Тевтонцима, које је Александар Невски са својом војском разбио 1242. године. Тек у првој половини 14. века московски кнез Иван Данилович (1325–40) ослобађа се татарског јарма и отада започиње уједињавање руских земаља око Москве. Преузевши нешто касније од Цариграда улогу центра православља, Москва доживљава нагли успон. Појавом Тамерлана (1370–1405) настаје ново царство високе средњоазијске културе, коју карактеришу сачувани споменици у Самарканду (џамије, дворци, маузолеј, медреса и опсерваториј). 
У 16. веку руске земље настављају уједињавање под водством Москве. Иван IV Грозни (1547–84) прогласио се за цара, а 1589. године Русија издваја своју патријаршију. Период од 17. до прве половине 19. века обележен је снажним успоном који започиње владавином Петра Великог (1682–1725). Он предузима енергичне мере за унапређење културе, уметности, привреде и војне силе. Његове везе са Западом окрећу дефинитивно Русију Европи; то се симболично манифестује у изградњи Петрограда. Јелисавета и нарочито Катарина II (1762–96) настављају дело Петра Великог. После пораза Наполеона 1812, Русија постаје једна од најзначајнијих европских сила, али у свом унутрашњем уређењу и даље пати од заосталих феудалних односа. У држави царског самовлашћа, народне масе живе у тешкој беди и потлачености. Цео 19. век протиче у знаку борбе за ширење левичарских идеја, при чему се нарочито залажу књижевници и револуционарни писци. Образовању народа посвећују своју делатност и уметници окупљени у групи „Передвижници”. Најзначајнија политичка личност овог прлазног доба са Руске Империје на Совјетски Савез је Владимир Иљич Лењин. Као вођа бољшевика Лењин је био на челу Октобарске револуције, која је спроведена док је још трајао Први светски рат чиме је уништена Руска Империја и њен класни систем уређења. Формирана је Совјетска република, као вишенационална социјалистичка држава. На Првом Свесавезном конгресу совјета из 1922. године, прихваћен је назив Савез Совјетских Социјалистичких Република (СССР). У Другом светском рату, совјетске земље су претрпеле тешка разарања и огромне људске губитке. У послератном периоду и након победе над фашизмом, СССР је брзим темпом наставио технолошки и културни развитак. Међутим, умногоме је био спутаван због војног, економскјог и културног супарништва са другом светском економском и војном силом, Сједињеним Државама, с којом је водио такозвани Хладни рат. После распада Совјетског Савеза, формирана је Руска Федерација, а остале совјетске републике су постале независне државе. Након краткотрајног зближавања током 1990их, данашња Руска Федерација је поново у својеврсном „хибридном рату” са Западом који се у другом облику у односу на Хладни рат, сада одвија преко сукоба у Украјини.     

## Преисторија и рана историја
У доњем палеолиту карактеристична је култура акуелеен насеља откривених у Јерменији, Абхазији, Украјини, на Криму и у Туркменији. Прве појаве уметности иду у каснији палеолит; то су цртежи у боји и скулптура у кости. У близини Иркутска, у насељима Костјенки, Гагарино, Малта и Бурет, пронађене су женске статуете које убедљиво сведоче о матријархалном уређењу. До 1954 пронађено је око 300 пребивалишта око реке Дона. Сличне насеобине откривене су и у Грузији, Туркменији и Таџикистану. Епоха неолита одликује се усавршавањем оруђа, његовим бушењем и глачањем, при чему је готово сваки предмет орнаментисан. Насељавањем данашње Волгоградске области издвојене су у басенима Оке и Кљазме племенске територије које одговарају појединим културама: белевској, љаловској, рјазанској, волосовској и балахнихској. Трагови културе ових племена (керамика са разноврсним цртежом) воде ка северу, све до Белог мора. У неолитској култури Урала и дела Сибира бројни су налази оружја како у мушким тако и у женским гробовима, као и трагови појава неолита. Цртежи на камену приказују сцене из лова или поједине животиње, али су схематског карактера, док су камене фигуре (позната „риба из Сибира”) и коштане фигуре често дате веома натуралистички. На југу је карактеристична за ову епоху култура Анау у јужној Туркменији, са својом керамиком сложених шара. 
Најстарија култура бронзе у области јужног Сибира и Алтаја била је афанасјевска, а између Јенисеја и Урала андроновска. Високо развијена карасукска култура у области и висоравни Алтаја знатно је примила од културе северне Кине. Везана за расељавање са севера према Волги, јавља се фатјановска култура, позната по надгробним споменицима. Пребивалиште вођа у неким рејонима Закавказја постају камена утврђења. Бројни предмети од злата и сревра нађени су у богатим погребним хумкама (тумули, кургани), као што је Мајкопска на северном Кавказу или Триалети (Грузија). Куће са више соба, грађене од опеке и декорисане шарама карактеришу патријархално уређење, блиско робовласничком, у јужној Туркменији. Обрада метала и керамике овде већ постоји као занати. 
Култура Скита, племена настањеног у области Дњепра, богатој гвозденом рудом, најбоље представља епоху гвожђа. Сачувани су трагови многих градова опасаних каменом оградом (Каменски град), као и хумке — гробни споменици скитских вођа из 4. до 3. века пре н. е. (Куљ Оба, Солоха). Ископавања су открила и Неапољ скитски, главни центар ове значајне културе која је посредством суседних црноморских колонија имала контакт са грчком културом. Готово на истом степену развоја налази се култура Сармата. Група хумака Њекрасовске насеобине или Пашковски споменици у Краснодарској области равни су по свом богатству Новочеркаској хумци скитске владарке.  Са епохом Скита временски се поклапа тагарска култура на Јенисеју, са великим хумкама племенских вођа, а затим таштикска, позната по гипсаним посмртним маскама. У шумским пределима северног европског дела јављају се историјски позната племена ђиаковске културе — Мери, Мурони и Веси. У области Дњепра и Дњестра развила се култура земљорадничких племена претеча источних Словена, који су сахрањивали мртве без хумака. У турском делу Јерменије значајна је богата култура државе Урарту, са својом обрадом метала, клинастим писмом, мерама и цифарским системом. 
У епохи варвара, источно од Дњепра живе од 4. до 6. века Анти који су имали развијене занате, нарочито за израду предмета и украса од гвожђа, бронзе и других драгоцених метала. Најезде Гота, затим Хуна и Авара оставиле су за собом трагове који иду све до 4. века.

## Кавказ, Поволжје, средња Азија, Прибалтик
У блиским односима са културом древне Русије развија се средњовековна култура и уметност народа Кавказа, Поволжја, средње Азије и Прибалтика. Међу значајне споменике архитектуре иду у Грузији храмови Џвари и Цроми из 6. до 7. века, а у Јерменији Зварноц и Рипсиме. У периоду од 10. до 15. века у Грузији, Јерменији и Азербејџану достижу висок ниво зидне слике, илуминације и производи примењене уметности. Од архитектуре истичу се у Грузији катедрале у Мцхети и Куаисију, у Јерменији грађевине у Ани, а у Баку (Азербејџан) маузолеј Момине-хатун и Шрваншахов дворац. У средњој Азији значајна су открића сликарства и вајарства из 7. до 8. века у Варахши, Пенџикенту и др. Народи који су настањивали ову области у времену између 10. и 17. века оставили су многобројне доказе високе уметности у изради предмета од метала, керамике, ћилимарства и посебно илуминације. За историју уметности најзначајнији су споменици архитектуре; монументалношћу и богатим орнаменталним украсом истичу се маузолеј Исмаила Самани у Бухари, Тјурабек-ханим у Ургенчу, те споменици Самарканда: маузолеј Гур-Емир, маузолеј из комплекса Шахи-Зинђа, џамија Библ-ханим, ансамбл трга Регистан и др. 
Уметност Прибалтика карактеришу првенствено архитектонски споменици настали у периоду од 13. до 16. века, у којима су локалне традиције, спојене са утицајима Запада, дале својеврсну варијанту готике, а касније барока.

## Архитектура
У обликовању властитог стила у архитектури, Русија је током своје историје била подвргнута разним спољашњим утицајима. Међутим, без обзира да ли је те утицаје примала са Истока или Запада, она је при том вршила властити избор модификујући свесно или несвесно позајмљене елементе. На тај начин стварала је својствен стил у ком су до изражаја долазила локална обележја. На развој архитектуре утицале су пре свега непрегледне шуме; посебан и типичан облик дрвених зграда зависио је од тога материјала, са његовим карактеристичним одликама и манама. Зато царске палате бољарске зграде и цркве нису могле достићи димензије западноевропских замкова и катедрала. Одлике руске архитектуре најчешће су биле изражене богатством декорације и сликовитошћу зидова те вертикалним продужецима. Спајање локалне традиције с наследством, које су Грчка и Римско Царство оставили преко Византије, омогућило је формирање многостраног израза, од чисто функционалног па до фантазије на цркви св. Василија у Москви или код многокуполних цркава у Кизби. 
Код зидане архитектуре, веза опеке и малтера, односно малтера и бојених црепова, коришћена је као декоративни ефекат: бројни примерци опеке, бојених црепова или плочица од фајанса испуњавају значајно поглавље московске епохе 17. века. Камен је најчешће употребљаван као декоративни елемент. Он ће тек после 18. века, односно по припајању каменом богатих сибирских области, Финске и Украјине, почети да се користи за само грађење. Разнобојни мермер, гранит, малахит, порфир и др. употребљавани су са великим ефектом код конструкција и унутрашњих декорација великих саборних цркава и палата. 
Права историја руске архитектуре и уметности уопште започиње покрштавањем крајем 10. века. При том су се центри уметничке делатности кретали упоредо са премештањем политичких центара од Кијева, Новгорода и Владимир-Суздаља, до Москве, Петрограда и натраг до Москве. Према основним карактеристикама може се руска архитектура пратити кроз четири главна периода: византијски, национални или московски, европски или петроградски и совјетски или модерни период.

### Византијски период
Византијски период руске уметности започиње прихватањем хришћанства 988. и траје до почетка 16. века. Карактерише га снажан утицај византијске цркве, чији дух продире посредством византијских мисионара, градитеља и других уметника. За основу грађевина овог периода се редовно узима уписани крст у правоугаонику, са централном куполом и апсидалним куполама и полукуполама. Број и размештај купола остаје за дуже време главни мотив руске архитектуре. Византијски узори се нарочито користе код спољашње декорације. Једина грађевина у Кијеву чији је стил, углавном у унутрашњости, задржао понешто од оригиналног облика из овог пеериода јесте саборна црква св. Софије (1037). Централни део је имао облик грчког крста, а средњи брод и четири бочна брода завршавали су се полукружним апсидама. Њених тринаест купола је симболизовало Христа и дванаест апостола. Крајем 17. века, у време кад је владао барокни стил Украјине — назван козачки — црква је реконструисана и проширена. Касније је добила додатке на бочним галеријама, нов звоник и више барокних купола; првобитни изглед из 11. века задржали су само централни део унутрашњости и пет апсида. Од других кијевских споменика значајни су Десјатимаја (989–90) и црква Преображења у манастиру Пећинама (1073–73); код којих се поред византијске традиције могу констатовати извесни утицаји из Бугарске, Грузије и Јерменије. 
Много више и дуже одржале су се оригиналне форме грађевина у Новгороду, где су се развијале основе будуће руске архитектуре. Најстарија саборна црква св. Софије (1045–52), подигнута је на месту истоимене 13-куполне цркве у дрвету. Мада је по својој основи следила Св. Софију у Кијеву, уочљива су знатна одступања од византијских узора; на двоструки број бочних бродова долазе само три апсиде, а споља се још више разликује од свог јужног прототипа. У вертикалности њених зидова, строгости глатких и неукрашених потпорних стубова, у малим и уским прозорима, као и силуети њених пет купола са шаторским завршецима, може се констатовати појава оригиналних руских елемената. 
На каснијим црквама 12. века још јасније може да се прати ова тенденција одвајања и измена у односу на византијску архитектуру; те су измене биле условљене оштром климом са тешким снежним покривачима. Прозори су се постепено сужавали, кровови су постајали степенастији, а куполе су попримиле изглед луковице, што се у разним варијантама може сматрати најзначајнијом одликом руске архитектуре. Своју претходницу, Св. Софију, следиле су само у основној тенденцији ка једноставности и вертикалности. Углавном су биле четвртасте у форми и скромне у декорацији. 
Цркве у Пскову биле су сличне црквама у Новгороду, нарочито по својим крововима, куполама и декоративним елементима. Али ове релативно уске и здепасте грађевине са плитким апсидама нису могле у себе да приме стубове на којима почивају куполе. Да би решили овај проблем, псковски градитељи употребили су систем потпорних лукова и тзв. кокошник, који ће постати омиљени структурални и декоративни елемент. Псков је оригиналном развоју допринео такође својим црквеним тремовима, спољашњим зидним галеријама и звоноликим торњевима. 
Кијевско-византијске традиције настављене су у свом основном изгледу на грађевинама Владимира и Суздаља. Међутим, стара схема добила је ново тумачење, које ће црквама 12. и 13. века довести до даљих модификација рановизантијског стила. 
Стваралачко спајање византијских, романичких и кавкаских утицаја уочава се на познатим споменицима Владимира: цркви Успења (1158–89), која је послужила као узор за истоимену цркву у Кремљу; цркви Посредовања, једној од најлепших грађевина из времена великих кнежева; најзад на саборној цркви св. Димитрија (1194–97). 
Што се тиче Суздаља, ту је од Византије прихваћен основни облик четвороугаоне основе са полукружним апсидама а такође и четири стуба на којима почива купола са својим облим завршетком. Разлика се појавила у грађевинском материјалу: уместо цигле користи се тесани камен, а то се манифестовало пре свега у спољашњој декорацији. Уместо полихромије опеке и малтера, карактеристичне за византијску архитектуру Кијева, појављују се украси са карактером клесаног орнамента, што би се могло приписати утицају Кавказа. С друге стране дубоко увучени портали и прозори подсећају на романичке одјеке. Међутим, распоред и решење облика несумњиво су руски. Ово укрштање утицаја постаје важан фактор који ће довести до новина у архитектури Москве 15. века. 

### Московски период
Московски или национални период започиње падом Цариграда (1453). Са немоћне Византије, чији утицај нагло опада, центар православља помера се на московску Русију, а сама Москва постаје „трећи Рим”. У складу са својим новим међународним значењем, Москва претендује да постане ривал другим светским центрима културе и пре свега приступа поновној изградњи Кремља, као и обнови двеју значајних цркава. У ту сврху позивају се градитељи из Италије, који, у времену између 1475 и 1510., уносе у руску архитектуру елементе италијанске ренесансе. Тај је њихов прилог мање видљив на цркви Успења, а већи на цркви Архангела Михаила, где је градитељ при спољашњем украшавању успешно унео италијанске декоративне мотиве. Тиме ова црква означава почетак новог уметничког облика. Псковски архитекти оставили су свој печат на московској цркви Благовести (1484–89), применивши у решењу крова кокошник. По спољашњости сличан народном руском облику званом „бошка”, овај елемент наговештава тенденцију да замени византијски лук са издуженом силуетом. На тај начин црквена архитектура постаје више национална у карактеру и ближа схватањима и укусу народа; ранији изглед, везан за византијско наслеђе, постепено се губи. Године 1505. подигнут је импозантан звоник Ивана Великог; тај монументални „стуб славе” од белог камена са златном куполом ефектно завршава комплекс катедралног сквера у Кремљу и представља коначни израз једне епохе.
У 16. веку настају значајне измене у односу на византијску традицију. То се пре свега односи на прихватање дрвеног звоника и крова у облику шатора а по узору на типове које су радили дрводеље старе Русије. То је утицало и на зидану архитектуру, мењајући њене пропорције и украс, па и саме методе грађења. Цркве добивају динамичну, споља изражену артикулацију која им даје, поред осталог, посебну руску карактеристику. Одступања од византијске архитектуре најсмелије се испољавају на црквама Успења у месту Коломенское (1532) и св. Јована Крститеља у Ђакову (око 1532). Међутим, у том погледу најдаље су отишли градитељи храма Василија Блаженог на Црвеном тргу у Москви (1555–60) који су сасвим одбацили концепцију јединственог корпуса. Понављајући — као цркве у Коломенском и Ђакову — карактеристично спајање облика дрвених цркава северне Русије и зидане архитектуре, Василије блажени издваја се као грађевина типична како по садржају и облику, тако и по техници, декорацији и укупном утиску. 
Основни типови цркава и њихове структуралне форме са више купола-шатора потпуно су се развили током 16. века. Следећим вековима остало је само да те форме доведу до истанчаности и да улепшају фасаду. Звоници у облику шатора с временом су се изобличили и од функционалних облика прешли у пуку декорацију. Употребљавани као украсни елементи и често комбиновани са кокошником, нагомилавани су преко кровова на калкан и поврх кровних сводова као што је случај са црквом Рођења у улици Путинки (1649–52) у Москви. Касније је кокошник коришћен као декоративна преграда код звоника са основом у облику добоша, а у појединим случајевима и као парапет изнад корниша. Фасада, раније строга и непрекинута ширина зида, постепено је замењена богатим декоративним површинама. Обилно се користи полихромија бојених плочица од емаља или тесаног каменог орнамента комбинованих са опеком, као код групе цркава у Јарослављу. 
Утицаји барока јављају се крајем 17. века. Црква Богородичиног посредовања у Филима, на имању бојара Наришкина, најлепши је пример како је руска средина успешно преобразила страни утицај и преобратила га у узраз националног стила. По овом примеру добила је та епоха назив „Наришкински барок”. 

### Петроградски период
Петроградски или европски период много је шире обележен утицајима са Запада, које су доносили разни странци, ангажовани првенствено на изградњи нове престонице Петрограда (од 1703). Многи истакнути мајстори из Италије, Француске, Немачке и Холандије оставили су свој печат на његовој архитектури. Али руско осећање форме, размере, боје и избора материјала, уз различите уметничке и физичке околности, условили су један нови израз. Тај је израз преобразио дух Запада у широку скалу варијаната, које су се постепено развијале у више регионалних облика. Интензивна активност на пољу архитектуре, мада углавном концентрисана на Петровград и његову околину, зрачила је у све крајеве Русије током дуге владавине Петра I, Јелисавете и Катарине II. 
Нове струје у архитектури јављају се у другој половини 18. века. Из Француске, Италије и Немачке уместо барока допире рококо и убрзо затим класицизам. Тај нови утицај, окренут истанчаности и смирености, практично се подудара са оснивањем Академије лепих уметности 1757. године. Обележје епохе јесте постепена појава и потврђивање руских градитеља који раде уз странце или самостално. Полет у изградњи наставља се и за време Александра I, нарочито у годинама после победе над Наполеоном. Барок, рококо, класицизам и неокласицизам заступљени су непосредно један поред другог на бројним грађевинама у Петрограду. Посебну популарност достигао је класицизам, који се појавио још у време Катарине II а за владавине Александра I добио име „александровски стил”. Ову руску варијанту тзв. „царског стила” карактерише наглашена монументалност, интеграција волумена и простора, примена колорита и скулптуралне декорације. У настојању да сузбију евентуални отпор појединих странаца, који су сматрали да оваква архитектура не одговара руском поднебљу, владари су чак прописали и моделе којима су градитељи морали да саобразе своје пројекте. Многи су објављени у царским декретима на француском језику: Façades approuvées par Sa Majesté (Фасаде које је одобрило Његово Величанство).
Међу значајније петроградске грађевине иду пре свега катедрала Смољног манастира (1746–64) и Зимски дворац (1754–62), које је у богатом стилу руске варијанте барока изградио Италијан Бартоломео Франческо Растрели (Bartolomeo Francesco Rastrelli). Академија лепих уметности (1764–88), коју су пројектовали Жан-Батист Валан де ла Мотк (Jean-Baptiste Vallin de la Motke) и Александар Ф. Кокоринов, представља ремек-дело раног класицизма. Градитељ Берзе (1805), француски емигрант Тома де Томон (Thomas de Thomon), копирао је стубове са храма у Пестуму. Казанска катедрала (1801–11) Андреја Н. Вороњихина комбинација је архитектуре Св. Петра у Риму и Пантеона у Паризу. Највећа личност на пољу архитектуре ове епохе, Андрејан Д. Захаров, успео је да на згради Адмиралитета (1806–23) разбије монотонију дугачке хоризонтале, уносећи истаке украшене колонадама; на тај начин је остварио објект „царског стила” са јаким руским утицајем. Велика активност русификованог Италијана Карла Росија (Carlo Rossi) дала је урбанистичкој физиономији Петрограда печат јединства. Од низа грађевина које је он подигао истиче се Палата Михајла (сада Државни руски музеј), Театар Александра, зграде Синода и Сената (1829–34). Зграду новог Ермитажа (1840–50), пројектовао је минхенски неокласициста Лео фон Кленце (Leo von Klenze).
У време док је Петроград подизао монументалне зграде, Москва је у архитектури ишла властитим путем. Пошто је престала да буде престоница, она је градила углавном мање палате и стамбене објекте. Ако је у ово време заостајала за Петроградом по величини и намени грађевина, она га је надмашивала по живописности, оригиналности и интимности. Значајни примерци „царског стила”, чији су строги облици ублажени слободнијим и сликовитијим третманом, јесу зграде московског Универзитета  (1817–19), дело архитекте Доменика Гилардија (Domenico Gilardi), и Великог театра (1821–31), који је градио руско-италијански архитекта рођен у Петрограду, Осип Иванович Бове, који је током живота био познат и под француским именом: Joseph [Jean-Baptiste Charles de] Beauvais.
Са буђењем национализма и истицањем словенства, „александровски” и касније „николајевски” стил напуштају се у првој половини 19. века у корист враћања руских архитеката прошлости и традицијама у духу националне уметности. Тенденције повратка формама и конструктивним методама уметничке активности 16. и 17. века трају неколико деценија. У смислу покушаја да се оствари оригинални руски израз, заснован на традицијама руско-византијске архитектуре, гради Константин Андрејевич Тон цркву Христа Спаситеља (1837, срушена 1930) и Велику палату у Кремљу (1839–48). 
Почетком 20. века продиру у Русију савремени западноевропски утицаји, као ар-нуво, бечка сецесија и стил 1900, уносећи у руску архитектуру дух тадашњих модерних схватања.

### Совјетски период
Совјетски или модерни период започиње непосредно по завршетку Октобарске револуције и везује се првенствено за Москву, која постаје политички и уметнички центар земље. У самом почетку совјетска школа прихвата извесни симболизам, претпостављајући да је он битан у геометријским или грађевинским формама архитектуре. Њега убрзо потискује конструктивизам, а затим функционализам и теорије немачког Баухауса. 
Одјеци ових теорија дошли су до изражаја у делима П. Голосова (Зграда Правде), А. Гинсберга, К. Мељникова, браће Л., В. и А. Весњина и других. После 1930 афирмише се покрет ка монуменатализму и расцветаној орнаментици, која је приметна код готово сваке врсте грађевине. У делима И. Жолтовског и З. Розенфајлда појављује се у Москви наклоност ка паладијанизму, као врста класицизма. У Лењинграду обележава такве тенденције нешто слободнија форма, као на грађевинама Ј. А. Левинсона (Дом културе) и Н. Троцког, а у Кијеву, Минску и другим градовима та је варијанта помешана са локалним традицијама. Укупно узевши, совјетски архитекти трагали су за формама које ће изразити идеју социјалистичког реализма — идеју јединства новог друштва. 
Готово истовремено, почетком тридесетих година, појачани интерес за руско наследство доности распрострањену употребу националних форми. Такав је случај са неким станицама московског метроа и код изградње појединих павиљона на Свесавезној пољопривредној изложби у Москви 1939–40. Оригиналност форме и богатство орнамената у стилу локалних традиција нарочито се истичу на павиљонима Грузије, Јерменије и Узбекистана. 
Непосредно после Другог светског рата, у Москви се псроводи програм за обнову и улепшавање главног града. Средишња тачка програма је било подизање осам небодера у висини од 20 до 32 спрата. Распоређене у разним деловима града, дуж главних булевара, скверова и речних обала, ове зграде оцртавају својом висином и масом као велики рељеф лепоту природног терена. Испуњавајући задатак да их уклопе у историјски развој московске архитектуре, пројектанти су у општем распореду сваку од зграда поставили као средишњу тачку основне композиције, а у односу на најближу суседну зграду. Свака од њих одражава архитектонске облике историјских споменика у близини, или даје тон окружењу које ће се развити око ње. При том су модернистичке тенденције пажљиво избегаване, док су декоративни мотиви одјеци на мотиве из Кремља. Ових осам џинова обухватају Московски државни универзитет, два хотела, као и неколико службених и стамбених зграда. 
Највиши и највећи међу њима је Московски државни универзитет, чији је главни архитекта Лав Рудњев. Смештен на врху Лењинови брежуљака, он надвишује град и велики Централни Лењинов стадион, те представља доминанту грађевину у југозапдној четврти Москве. Главна зграда састављена је од централног дела и два бочна крила; централни део достиже висину од 32 спрата. Док је колонада на главном улазу чисто класична, бочна крила имају извесну ноту енглеске ренесансе. Тенденција да се створи утисак величине и обиља нарочито је подвучена у унутрашњим декоративним елементима. Предворја, степениште и главни аудиториј подсећају својим класичним стубовима и богатством мермера и мозаика на изглед руских царских палата. И без обзира на своје декоративне детаље, Московски универзитет и остали небодери пројекта представљају импресиван акценат у оквиру укупног урбаног амбијента.
После 1953. очигледна су настојања архитеката да се отргну од стандардизованих клишеја Стаљиновог доба и приближе савременим европским и светским схватањима. Услед велике потребе за грађевинама свих врста, донет је 1955 програм о ревизији свих грађевинских планова, имајући у виду индустријализацију и стандардизацију грађевинске индустрије. Проблеми економисања, стандардизације и префабрикације захтевали су радикалне измене у архитектонској пракси. Посебна пажња је посвећена истраживању нових материјала, синтетичке пластике, светлих метала, затим искоришћавању пуног структурног потенцијала елемената за појачавање, обезбеђење и отпор, те решавању проблема употребе неконвенционалних декоративних облика које могу дати поједини подложни материјали. 
Совјетски архитекти приступили су и изградњи сателитских градова поред Москве и Лењинграда, при чему се нарочито истиче експериментални блок у московском предграђу Нови Черемушки. Тадашња савремена искуства очитовала су се и при изградњи Совјетског павиљона за Светску изложбу у Бриселу (1958), решеног у облику хангара са решеткастом конструкцијом и стакленим зидовима.

## Сликарство
Развој сликарства у руској уметности, као и у случају архитектуре, такође се може поделити на византијски,  московски или национални, петроградски или европски и совјетски период.

### Византијски период
После покрштавања 988., руска црква је потпала под цариградског патријарха. Два главна утицаја у верској уметности — класични и источни — долазила су тако преко Византије, доносећи одређене облике схватања. Иконописачка уметност је од прихватања хришћанства па све до 17. века упућена на традиционално приказивање божанства, светитеља или симбола, без употребе живог модела. 
Стил и манир, које је први прихватио Кијев, учвршћују се и проширују током више столећа и на северније центре. Овај период у сликарству забележен је у самом Кијеву првенствено мозаицима и фрескама у саборним црквама, а сачувано је и доста икона. Чувена међу иконама је „Владимирска Богоматер” из средине 11. века која је у 12. веку донета из Цариграда. Каснији руски иконографски тип Богородице „умиљенија”, где су мати и дете приказани у топлом, људском односу, развио се под утицајем ове иконе. 
Уметност Кијева прекинута је у свом развоју најездом Монгола на централну Русију. После пада Кијева (1240), уметничка активност се повлачи у северније области, Владимирско-Суздаљску и нарочито Новгород. Слободан и неузнемираван од азијатских хорди, Новгород је кроз читав 13. и 14. века центар политичког и културног живота старе Русије. Због украшавања својих цркава, он је привукао многе уметнике, пре свега монахе из Византије, али исто тако и из Србије и Бугарске. Они су несумњиво били преносиоци византијске традиције, али су већ од 12. века видљиве локалне тенденције за уношењем народне живописности. 
Већ на фрескама Св. Ђорђа у Старој Лагоди (1180), тамни византијски колорит постаје светлији, оштре линије постају мекше, а целокупни израз мање свечан. Тако је комбинација византијске строгости и народне живописности формирала новгородски стил. Његове одлике су продуховљен цртеж, јасни потези четкице и снажан утисак, као на фрескама цркве Неређице (1199). Одлике тог стила још више су подвучене у 13. веку; композиција је једноставнија, византијска строгост лица ублажена, а силуета смелија. Новине се јављају и у колориту, који је расветљен уношењем цинобера и снежнобелих, смарагдних и лимун-жутих тонова. 
Уметници 14. века међу којима се истиче и Грк Теофан који је стигао из Цариграда, успешно настављају прихватање руских карактеристика и њихово уклапање у монументалну уметност, каква је била византијска ренесанса Палеолога. Истанчаност детаља, издуженост пропорција и ритмичка композиција Теофанових фресака у Новгоророду — и још више Деизис на иконостасу саборне цркве Благовести у московском Кремљу — значајни су за руску уметност ове епохе.
Највиши домет иконописачке уметности достигао је један од Теофанових непосредних следбеника, Андреј Рубљов (око 1360–1430). Овај изванредни уметник сликао је фреске у цркви Благовести у Москви (1405) и цркви Успења у Владимиру (1410), а прославио се иконом „Св. Тројица” из Тројицко-Сергејевског манастира близу Москве (око 1410). 
Честа тема византијске иконографије добила је у овом ремек-делу нову интерпретацију. Посета тројице анђела Авраму и Сари приказана је кроз хуманији, интимнији симболизам, при чему је значајна новина руска атмосфера сањалачке узвишености. 
Још један надахнути уметник 15. века, Дионизиј (око 1440–1508), успео је да дочара тај нови квалитет руског сликарства — дух ванземаљског света. Од њега је остао чувени живопис у манастиру Ферапонт у области Новгорода, а приписује му се и неколико икона („Распеће”, „Митрополит Алексеј”). Главне карактеристике његових дела су крајње издужена стилизација фигура и суптилна палета. Заједно са Рубљовом, он наговештава рађање националне уметности.

### Московски период
Московски или национални период обележен је, као и код архитектуре, преласком центра православља у Москву, а после пада Цариграда 1453. године. Велике промене у сликарству икона започињу постепеним брисањем хеленистичких елемената — пејзажа и архитектуре. Теме се окрећу руским светитељима и епизодама из њиховог живота, а народна ношња почиње све више да се појављује на иконама. Све богатија палета боја и наглашена линија допуњавају изразите облике средњовековне националне уметности. Појављују се и нове теме, које илуструју мистична објашњења црквених догми или приказују  црквени церемонијал кроз симболичне слике, а представљају и параболе и легенде. 
Шеснаести век нарочито карактерише размена искустава Новгорода и Москве; она започиње оног тренутка кад су велики уметници живописа радили прво у једном, а затим у другом граду. Карактеристични видови византијске и новгородске форме почели су се спајати са московским духом, при чему је на сликарство снажно утицао књижевни покрет 16. века. Посебан манир иконописачке уметности испољен је крајем века у минијатури. Познати мајстори школе Никите Г. Строганова, као Прокофије Кирин, Никифор Савин и Истома Савин, истакли су се источњачким богатством колорита, обрадом детаља и елегантним држањем својих фигура. 
Последње поглавље иконописачке уметности одвија се током 17. века. Стил и карактер својствени руским иконама постепено ишчезавају и уступају место утицајима са Запада. На тај начин се прекида дотадашње плодно раздобље националне уметности.

### Петроградски период
Петроградски или европски период започиње оснивањем Петрограда, довођењем страних уметника из западне Европе и слањем Руса на школовање у Италију, Француску, Холандију и Енглеску. Тиме је за више од два века одређен карактер руског сликарства и уметности уопште. Византијски утицај се за извесно време задржао само на иконама још у време Петра I. Али већ у раном 18. веку религиозно сликарство уступа место световном, које за владивине Јелисавете показује изразиту наклоност ка француском утицају. Сликари добијају сасвим друкчије задатке, најчешће да декоришу таванице и зидове великог броја зграда и палата у стилу рококоа, или да раде церемнонијалне портрете. Појачана уметничка активност, боравак странаца и оснивање Академије лепих уметности 1757. године, условили су појаву првих уметника Руса који се истичу као портретисти. Иван П. Аргунов (1732–97), Антон П. Лосенко (1731–73) и Фјодор С. Рокотов (1735–1808) показују већ извесну индивидуалност. Још већи полет настаје у време Катарине II, која је била познати колекционар уметничких дела. У њено доба стварају обдарени портретисти као Алексеј П. Антропов (1716–95), његов ученик Дмитриј Г. Левицки (1735–1822) и нарочито Владимир Л. Боровиковски (1757–1826), који је оставио неколико изванредних портрета жена. Ови уметници раде на прелазу из рококоа у класицизам, блиско западним узорима. 
Наполеонов поход (1812) имао је за последицу да је у Русији почео јачати покрет за одвајањем од Европе, што је довело до дуготрајне борбе између „западњака” и „словенофила”. Тако је почетак 19. века у сликарству обележен напорима да руска уметност нађе своје праве изворне облике. Као и у књижевности, он је уједно означен стремљењима ка реализму. Међутим, напредни уметници овог времена, оптерећени класицистичким традицијама, тешко су проналазили путеве за решавање важних проблема. Њихова тражења најбоље се огледају у радовима двојице значајних сликара прве половине 19. века, Карла Павловича Брјулова (1799–1852) и Александра Андрејевича Иванова (1806–58). Мада је сваки на свој начин тежио реализму, нису се у својим делима могли ослободити академских схватања. Брјулов, савременик Пушкина, није се могао задовољити историјским сликарством које се учило на академији. Заинтересован пре свега за лепоту видљивог света, одлази 1822. у Италију, где је насликао своје „Италијанско подне”. Ова слика изазвала је негодовање због нарушавања академскиих правила, односно претпостављања лепоте живе жене идеалној лепоти статуе. Међутим, историјска композиција „Последњи дани Помпеја” (1833) донела је Брујлову признање савременика. Први пут се на слици као главни актер појавио народ, помоћу кога је Брјулов хтео да изрази реаговање јавности због вешања револуционара декабриста. Реалистичке тежње дошле су највише до изражаја у портретима уметнику блиских личности, научника и књижевника; у тим портретима он се занима за главне карактерне црте својих модела. 
Александар А. Иванов васпитава се у средини у којој су владале напредне идеје тог времена. Настојећи да изрази психолошке особине личности и историјску верност догађаја насликао је „Пријам моли од Ахила Хекторово тело”. Од 1830. стално је боравио у Риму, где је настало његово животно дело, композиција „Христово јављање народу” (1837–57). Третирајући призор као историјски догађај, он је приказао долазак Месије и његов сусрет са робом као чин ослобођења народа, који је тражио моралну правду у тешким условима николајевског самовлађа. За разлику од немачких сликара назарена, с којима се дружио, Иванов се при том није послужио ренесансним узорима, већ је приказао руске типове и руски пејзаж. Велики број студија и скица по природи, насталих током рада на овој композицији, открива важну реалистичку компоненту у стваралаштву Иванова, због које га неки сматрају утемељивачем реализма у руском сликарству.
Много више од реалистичке форме — реалистичког садржаја — донела су два истакнута уметника ове епохе; они су, радећи жанр-сцене, наставили традицију популарних гравира унетих из Француске, где су у 18. веку били тражени мотиви из руског живота. Алексеј Г. Венецијанов (1780–1847) повукао се у мало место Сафонково и посветио сликању сцена сеоског живота; „Сељачко гумно”, „Жетва” и „Сељанка с телетом” доносе галерију сеоских ликова, смештених у средњоруски предео. Он је тим обележио значајну прекретницу, због чега га називају „оцем руског савременог жанра”. Њему припада и посебна заслуга за оразовање извесног броја уметника-реалиста који су се формирали у његовој школи на имању. 
Павел А. Федотов (1815–52) налазио је мотиве у круговима грађанства и аристократије. Некадашњи официр посветио се разобличавању декадентног друштва, блиско сатири Гогоља и писаца-самоука 40-их година 19. века. На својим сликама, као „Нови каваљер” и „Доручак сиромашног јункера”, он жигоше духовну беду чиновника и исмева жалосну гордост аристократије. Његово последње платно, „Анкор”, жесток је протест против николајевског режима. Као представник критичког реализма био је у немилости код власти.
Шездесетих година, кад се завршила борба против кметства и угњетавања човека, а за прогрес, културу и просвећивање, одиграо се значајан догађај у руском сликарству. Ученици петроградске Академије одбили су 1885 да сликају један мотив из германске митологије, а у наставку дошло је до оснивања Удружења покретних сликарских изложби или, познатије „Передвижњика”.
Одбацујући интернационални карактер академског сликарства, младе снаге се залажу за уметност блиску народу и помоћу покретних изложби настоје да она продре и у удаљене провинцијске градове. Сада сликарство добија нов задатак и смисао. Као и књижевност надахнута идејама Чернишевског, кроз дела Тургењева и Островског, Некрасова и Михаила Салтикова-Шчедрина, тако је и сликарство прожето саосећањем са народом, протестом против самодржавља и угњетавања. У таквим околностима појавиле су се слике једног од оснивача передвижњика, Василија Перова (1833–82) који се, по угледу на Некрасова у поезији, посветио приказивању тешког живота руског сељаштва. „Сеоска литија”, „Пијење чаја у Митичаху” и „Тројка” беспоштедно жигошу чиновништво, трговце и свештенство и приказују суморан живот сиромашне деце. 
Најистакнутија је личност међу передвижњицима Иља Рјепин (1844–1930). Започео је учење код иконописаца, а академско сликарско образовање је завршио у петроградској Академији, углавном као ученик Ивана Крамскоја. Његова уметност развила се 70-их и 80-их година 19. века, кад је реализам доживљавао свој пуни процват. У књижевности то је време Толстоја, а у музици Чајковског и Мусоргског, кога је као и Толстоја сликар портретисао. Већ његова прва слика социјално-реалистичког правца, „Бурлаци на Волги”, донела му је опште признање, а жанр-слике као „Одрицање од исповести” и „Нису га очекивали”, постале су веома популарне код руске револуционарне интелигенције. Пратећи савремене догађаје, Рјепин је у слици „Хапшење пропагандиста” уверљиво приказао трагичну заблуду народњака-интелигената који нису имали везе с народом. Од историјских композиција најпознатије су „Иван Грозни и његов син Иван” и „Запорошци пишу писмо султану”. Док је прва по духу протест против крвопролића од 1. марта 1881, на другој је забележена анегдота из живота запорошких Козака, коју је критичар В. Стасов поредио са Гогољевим „Тарасом Буљбом”. Рјепин је оставио и значајну галерију портрета, људи из народа и познатих личности, мајсторски приказавши сложен унутрашњи дух својих модела. 
У групу истакнутих передвижњика убраја се и Сибирац Василиј Суриков (1848–1916). Ново у његовој уметности било је схватање да је народ главна покретачка сила и творац историје. „Кажњавање стрелаца” и „Покорење Сибира” приказују Сурикова као мајстора у компоновању масе, док је теми о бољарки дао трагичан призвук. Виктор Васњецов (1848–1926), сликар тема из древне руске литературе, „После битке Игора Свјатославича са Половцима” и „Јунаци”, изашао је из оквира реализма, тражећи решења у извесним византијским узорима. Од других сликара ове значајне епохе истичу се Василиј Верешчагин (1842–1904), који је у својим тематским циклусима „Наполеонов поход на Русију” и „Руско-турски рат” изражавао пацифистички став, затим сликари жанра Владимир Маковски (1846–1920), Иларион Прјанишњиков (1840–94) и представник пејзажиста Иван Ајвазовски (1817–1900). Двојица сликара религиозних мотива, Иван Крамској (1837–87) и Николај Ге (1831–94), трудили су се да у својим делима створе нови, модерни руски тип Христа.
Године 1890. дошло је до расцепа међу руским уметницима. Млађи сликари сматрали су да се передвижници сувише ангажују око просвећивања народа и да при томе запостављају уметничке квалитете својих дела. По часопису који су почели да издају Александар Бенуа и Сергеј Дјагиљев нови покрет је добио име Мир искусства („Свет уметности”). Његове присталице интересују се за достигнућа западних уметника, посебно импресиониста, не поричући при том национални карактер који треба да носи руска уметност. Њихови резултати су различити, али су појединци међу њима пронели славу руског сликарства и ван граница своје земље. Валентин Серов (1865–1911) почео је као передвижник, да би касније преко пленеризма стигао до импресионизма, и чак експресионизма, као на слици „Јуриш коњице на демонстранте”. Међутим, занимљивији је као сликар портрета, који је оставио галерију познатих личности: писац Љесков, композитор Римски-Корсаков, сликари Рјепин, Левитан и Коровин, глумци московског Малог и Художественог театра Морозов и Јермолова.
У импресионистичкој техници радио је циклусе пејзажа с мотивима уз реке Исак Левитан (1860–1900). Једно од његових најбољих дела је „Валдимирка”, легендарни пут којим су хиљаде прогнаника прошле за Сибир. Међу друге истакнуте уметнике ове групе спадају још Михаил Врубељ (1856–1910), заокупљен темом Љермонтовљеве поеме „Демон”, као и два сликара инсценација костима за руски балет: Лев Бакст (1866–1924) и Александар Бенуа (1870–1955). Радови ове двојице изазвали су револуцију у руској сценографској уметности, а знатно су утицали на европску сценографију и декоративну уметност.